# Александър Пшил
Александър Пшил (на немски: Alexander Pschill) е австрийски театрален и кино актьор.

## Биография
Роден е на 13 юни 1970 г. и е най-голямото дете в семейството. Учи в САЩ в Сиатълската и Вашингтонската консерватория. След завръщането си в Австрия, играe в първия си филм – „1945“.
Този дебют се оказва успешен и много известни режисьори обръщат внимание на младия актьор. За своята кратка кариера Пшил играе ключови роли в много филми и сериали. Като най-известна от тях може да се определи тази на детектив Марк Хофман в сериала Комисар Рекс. За тази роля през 2001 г. той получава наградата Romy, както и наградата за най-добър актьор на годината.
По-късно играе в много театрални постановки. В интервю заявява, че театърът му харесва повече.

## Филмография
- 1994: 1945
- 1999: Две жени, един мъж и едно бебе
- 2002-2004: Комисар Рекс
- 2010: Gut gegen Nordwind – ТВ филм
- 2010: Alle Sieben Wellen – ТВ филм